# Claudia (película de 1943)
Claudia es una película de comedia estadounidense de 1943, dirigida por Edmund Goulding, escrita por Morrie Ryskind y protagonizada por Dorothy McGuire, Robert Young, Ina Claire, Reginald Gardiner, Olga Baclanova y Jean Howard. Basada en una obra de Broadway del mismo nombre de 1941, fue lanzada el 4 de noviembre de 1943 por 20th Century Fox.

## Argumento
La infantil Claudia Naughton (Dorothy McGuire) le ha hecho la vida difícil a su esposo David (Robert Young) porque no puede soportar vivir tan lejos de su madre. Ella también teme que su esposo no la encuentre lo suficientemente deseable. Para remediar ambas situaciones, vende su granja a una cantante de ópera, por lo que tendrán que regresar a la ciudad cerca de su madre, y trata de poner celoso a su marido al coquetear con un vecino. Finalmente, Claudia tiene que aprender a crecer cuando descubre que está embarazada y que su madre se encuentra gravemente enferma.

## Elenco y personajes
- Dorothy McGuire como Claudia Naughton.
- Robert Young como David Naughton.
- Ina Claire como Mrs. Brown
- Reginald Gardiner como Jerry Seymour.
- Olga Baclanova como Madame Daruschka.
- Jean Howard como Julia.
- Frank Tweddell como Fritz.
- Elsa Janssen como Bertha.